# Adolfo González de Careaga Urquijo
Adolfo Gabriel González de Careaga Urquijo (Bilbao, 1897 – Bilbao, 4 de gener de 1937) fou un advocat i polític basc, alcalde de Bilbao entre 1930 i 1931.

## Biografia
Era membre d'una família benestant de Bilbao, relacionada amb els Urquijo i els Ybarra. Era nebot del basquista Julio Urquijo Ibarra i germà del també alcalde de Bilbao José María González de Careaga Urquijo. El seu pare havia fundat el diari La Gaceta del Norte.
El 1918 es va llicenciar en dret a la Universitat de Deusto i el 1928 va presentar esmenes a l'Apèndix del Codi Civil de Biscaia que no van prosperar. Del 1922 al 1930 fou regidor de l'ajuntament de Bilbao, i exercí com a tinent d'alcalde des de 1924. Quan el general Dámaso Berenguer decretà el 24 de gener de 1930 el cessament de totes les autoritats locals fou nomenat alcalde de Bilbao fins a les eleccions municipals espanyoles de 1931. A les eleccions generals espanyoles de 1933 es presentà com a candidat per Biscaia com a monàrquic independent, però no fou escollit.
Va participar en els accions que va prendre el Col·legi d'Advocats de Biscaia contra l'aplicació de la Llei de Defensa de la República. El 1936 era vicepresident segon de l'Acadèmia de Dret i Ciències Socials. El fracassar el cop d'estat del 18 de juliol de 1936 fou arrestat per les autoritats per la seva coneguda filiació monàrquica i confinat al Convent de los Ángeles Custodios de Bilbao, on fou afusellat el 4 de gener de 1937.